# Lemano
De Lemano was een internationale trein op het traject Milaan - Genève. De trein is vernoemd naar het meer van Genève (Italiaans: Lago Lemano), waar de trein over de volle lengte langsrijdt.

## Geschiedenis
De Lemano was een van de treinen die in 1957 bij de start van het TEE-net zou gaan rijden. Omdat de Italiaanse treinstellen echter te laat werden afgeleverd en ook de andere Italiaanse TEE's deze treinstellen gebruikten, kon de dienst pas een jaar later, in juni 1958, van start gaan. De Lemano kende nog meer tegenslag: op 9 november 1969 brak tijdens de rit door de Simplontunnel brand uit waarbij de 442-202 geheel uitbrandde en twee jaar later ging bij een aanrijding in Leuk de 448-207 verloren. In 1982 is de Lemano als TEE opgeheven.

## Trans Europ Express
In 1958 startte de Lemano met de treinnummers GM/MG. Op 26 mei 1963 kreeg de trein in Zwitserland de nummers TEE 7 richting Genève en TEE 8 richting Milaan, in Italië bleef de letteraanduiding van kracht. Op 28 mei 1967 werden de nummers weer gelijk getrokken maar gewijzigd in respectievelijk TEE 16 en 15, op 23 mei 1971 volgde nog vernummering, nu naar TEE 24 en 25.

### Rollend materieel
De treindienst werd in juni 1958 gestart met treinstellen van het type ALn 442-448 van de Italiaanse spoorwegen. In 1972 zijn de treinstellen vervangen door getrokken materieel. De trein reed echter op ongunstige tijden zodat de exploitatie, bij gebrek aan voldoende reizigers, in 1982 werd beëindigd.

#### Tractie
In Zwitserland werd de trein getrokken door een Re 4/4 II TEE, in Italië door een E 444.

#### Rijtuigen
De rijtuigen waren van de Gran Conforto- serie van FIAT. Deze waren voor de internationale -lees TEE- dienst voorzien van een generatorrijtuig waarin een omvormer was geplaatst voor de stroomvoorziening van het boordnet. Daarnaast waren zowel salon- als coupérijtuigen en een restauratierijtuig aanwezig.

### Route en dienstregeling
In 1958 vertrok de Lemano om 17:29 uur uit Genève. Door de komst van de TEE Cisalpin op 1 juli 1961 veranderde dit. Om te voorkomen dat beide TEE's vrijwel tegelijkertijd van Lausanne naar Milaan zouden rijden is toen de vertrektijd uit Genève verlaat tot 19:40 uur met aankomst in Milaan om 23:45 uur. Deze late aankomst bleek geen succes en daarom werd besloten om per 30 mei 1965 twee uur voor en niet twee uur na de TEE Cisalpin te rijden zodat het vertrek uit Genève om 15:01 plaats had. Op 28 mei 1967 werd het vertrek uit Genève nogmaals vervroegd, ditmaal tot 13:30 uur. Het gevolg was dat de trein ook eerder uit Milaan moest vertrekken. Op 1 juni 1969 werd de stop in Sion in de dienstregeling opgenomen.
Let op dat het destijds in Italië een uur later was dan in Zwitserland, de rijtijd van Brig naar Domodossola (helling af) bedraagt een half uur, de helling op 35 minuten.
| TEE 24 | land        | station         | km  | TEE 25 |
| ------ | ----------- | --------------- | --- | ------ |
| 09:25  | Italië      | Milano Centrale | 0   | 18:18  |
| 10:45  | Italië      | Domodossola     | 125 | 16:58  |
| 10:21  | Zwitserland | Brig            | 167 | 15:28  |
| 10:55  | Zwitserland | Sion            | 221 | 14:50  |
| 11:53  | Zwitserland | Lausanne        | 313 | 13:56  |
| 12:28  | Zwitserland | Genève          | 374 | 13:18  |

Op 1 juni 1975 is de stop in Sion vervallen en een stop in Stresa toegevoegd.

### Natuurgeweld
In de nacht van 6 op 7 oktober 1977 werd Noord-Italië getroffen door hevig noodweer, hierdoor werd ook de spoorlijn tussen Iselle di Trasquera en Verbania-Pallanza zwaar beschadigd. De Lemano werd als gevolg hiervan uit de dienstregeling genomen. Vanaf 14 december 1977 werd volgens een nooddienstregeling gereden. TEE 24 reed hierbij met normale samenstelling van Milaan naar Stresa, van waar de reizigers per bus naar Domodossola werden vervoerd. In Domodossola stond invaller TEE 10024 gereed om de reizigers verder te vervoeren naar Genève. TEE 10024 bestond uit twee SBB Eurofima rijtuigen 1e klas en twee bagagerijtuigen en reed 40 minuten later dan de normale dienstregeling van TEE 24. Voor de richting Milaan vertrok de trein op de normale tijd uit Genève richting Domodossola. Na de busrit naar Stresa werd de reis voortgezet met het TEE-materieel naar Milaan. De TEE 25 reed hierbij 55 minuten later dan de normale dienstregeling. Op 15 januari 1978 was de ingestorte brug over de Toce hersteld en kon weer volgens de normale dienstregeling worden gereden.

## InterCity

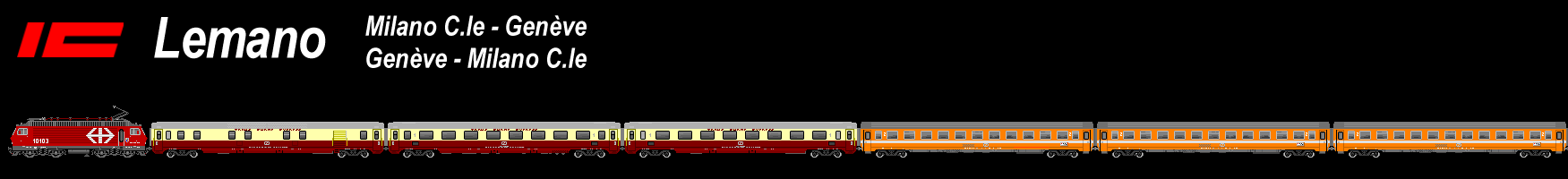
TEE opvolger InterCity Lemano

Vanaf 23 mei 1982 tot 22 januari 1984 reed de Lemano als intercity (IC 422-423), met rijtuigen eerste klas (ex FS-TEE) en tweede klas (Eurofima), tussen Genève en Milaan. Op 22 januari 1984 werd de TGV tussen Lausanne en Parijs in gebruik genomen. TGV 25,28 sloot in Lausanne aan op de intercity, nu genummerd als IC 335-338. Zowel de TGV als de intercity droegen de naam Lemano.

## EuroCity
Na de start van het EuroCity-net in 1987 is de Lemano voortgezet als EuroCity op de Simplonroute. Hierbij bleef de situatie van voor 31 mei 1987 bestaan, alleen reden zowel de getrokken trein als de TGV, als EuroCity met de naam Lemano. Vanaf 28 mei 1989 zijn de omgebouwde Vierstroomtreinstellen van SBB ingezet tussen Lausanne en Milaan. De naam EC Lemano werd daarbij alleen nog gebruikt voor de trein (EC 35), van Lausanne naar Milaan, de tegenligger kreeg de naam EC Cisalpin. De TGV tussen Lausanne en Parijs bleef tot 16 mei 2003, in beide richtingen, rijden onder de naam EC Lemano met de nummers EC 28,29. Op 22 mei 1993 kwam een eind aan de inzet van de RABe EuroCity op de Simplonroute. Vanaf 29 september 1996 zijn de passagierstreindiensten tussen Italië en Zwitserland overgenomen door Pendolino-treinstellen van Cisalpino en werd de trein als Cisalpino Lemano in de markt gezet. Vanaf 12 december 2004 mochten de treinen van Cisalpino weer als EuroCity rijden. Hierbij werd gereden met de nummers EC 121,126 over de route: Genève-Aéroport – Genève – Lausanne – Montreux – Sion – Sierre/Siders – Brig – (Simplon route) – Domodossola – Verbania-Pallanza – Stresa – Arona – Gallarate – Milano Centrale.

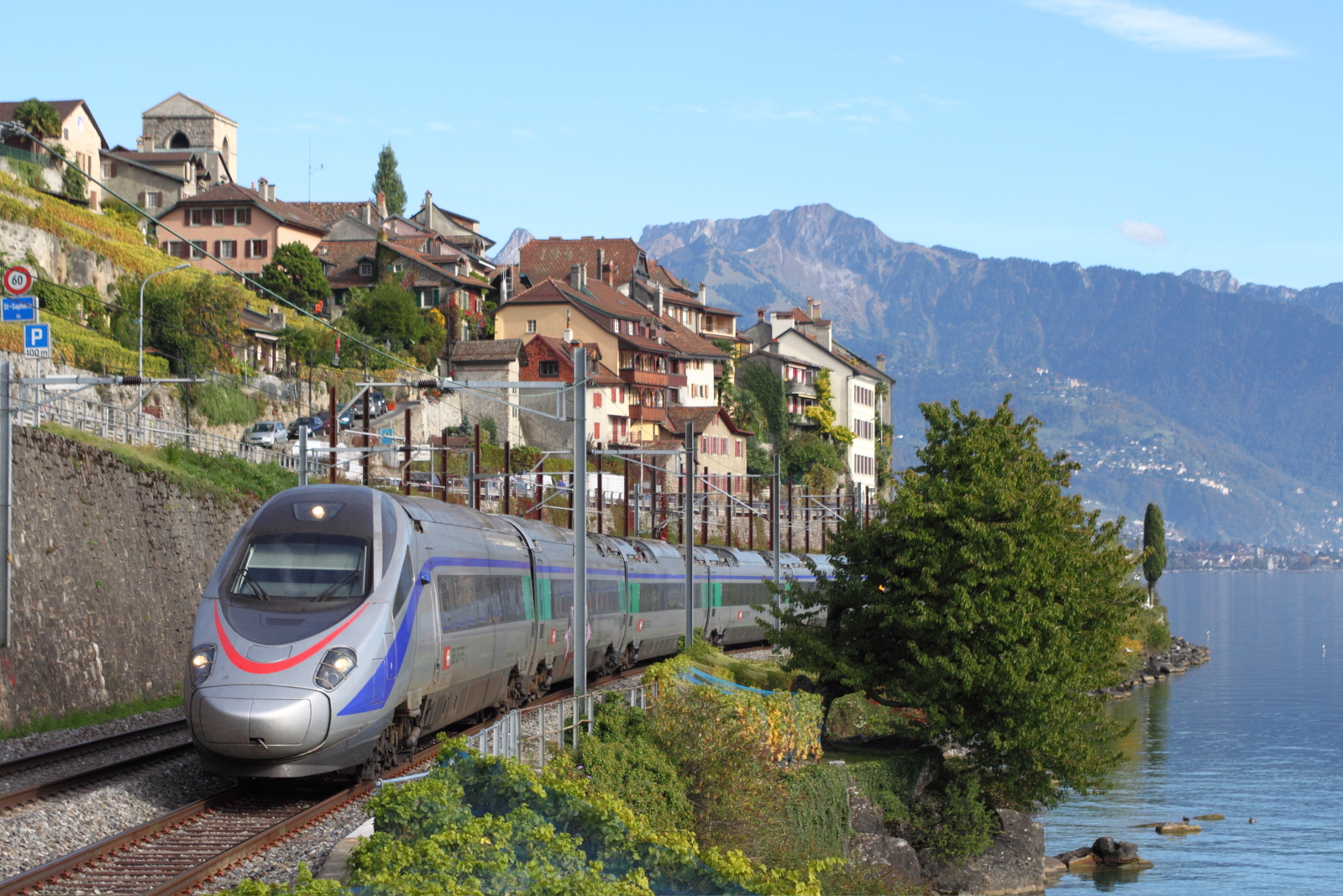
ETR 610 van SBB bij St. Saphorin aan het meer van Genève

In 2005 ontstonden steeds meer problemen met de uitvoering van de dienst door een beperkte beschikbaarheid van de Pendolino treinstellen. In afwachting van de levering van nieuw materieel werd per 11 december 2005 gereden met getrokken materieel. Hiervoor werden Re 484 lokomotieven gehuurd van SBB-Cargo en EC-90 rijtuigen van SBB. Uiteindelijk werd in juli 2009, met een vertraging van bijna 2 jaar, het eerste vervangende treinstel geleverd. Vanaf 20 juli 2009 werd gereden met een ETR 610 onder de nummers CIS 35 naar Milaan en CIS 40 voor de terugrit. Cisalpino is op 12 december 2009 opgeheven als spoorwegmaatschappij en de treinen worden weer door SBB geëxploiteerd als EuroCity EC 34 en EC 35. De ETR 610 treinstellen rijden daarbij tot het eerste groot onderhoud nog in zilver/blauwe Cisalpino kleuren maar met SBB Logo en opschriften.